# Чернішоара
Чернішоара (рум. Cernișoara) — село у повіті Вилча в Румунії. Адміністративний центр комуни Чернішоара.
Село розташоване на відстані 181 км на північний захід від Бухареста, 33 км на захід від Римніку-Вилчі, 80 км на північ від Крайови, 145 км на південний захід від Брашова.

## Населення
За даними перепису населення 2002 року у селі проживали 1005 осіб, усі — румуни. Усі жителі села рідною мовою назвали румунську.